# Scopula mombasae
Scopula mombasae är en fjärilsart som beskrevs av W. Warren 1904. Scopula mombasae ingår i släktet Scopula och familjen mätare. Inga underarter finns listade.